# Dalupiri
Dalupiri is een eiland in het noorden van de Filipijnen. Het eiland maakt deel uit van de Babuyan-eilandengroep in de provincie Cagayan ten noorden van het eiland Luzon. Het eiland had tijdens de laatste officiële telling uit 2000 555 bewoners verdeeld over 90 huishoudens

## Geografie

### Bestuurlijke indeling
Het eiland is een van de eilanden die samen de gemeente Calayan vormen. Het eiland bestaat uit slechts een barangay, genaamd Dalupiri.